# Elasmopus spinidactylus
Elasmopus spinidactylus är en kräftdjursart som beskrevs av Édouard Chevreux 1908. Elasmopus spinidactylus ingår i släktet Elasmopus och familjen Melitidae. Inga underarter finns listade i Catalogue of Life.